# Bazyliszek (powieść René-Victora Pilhes’a)
Bazyliszek (fr. L'Imprécateur) – powieść francuskiego pisarza René-Victora Pilhes’a z 1974 (polskie wydanie - 1977, tłumaczenie Jerzy Pański). Bazyliszek jest ostrą satyrą antykorporacyjną.

## Treść
Wątek oparty jest na schemacie powieści sensacyjnej. Akcja toczy się we francuskiej filii wielkiej, ponadnarodowej, amerykańskiej korporacji w Paryżu. Nastąpiła tam seria tajemniczych zdarzeń, które nadszarpnęły autorytet kierownictwa, poprzez wykreowanie nieszablonowych sytuacji, mających wpływ na rozpad łańcucha zarządzania. Ceremonia pogrzebowa w holu firmy, zebrania robocze w przebraniach, listy do załogi z pozornie błahymi informacjami, dotyczącymi podstaw ekonomii i inne podobne wydarzenia powodują, że nasila się w firmie niecodzienna, groteskowa atmosfera. Autor nadaje tym wizjom charakter satyry, za pomocą której protestuje przeciwko zamianie świata w jedno wielkie przedsiębiorstwo, zarządzane metodami naukowymi.

## Nagrody
Książka otrzymała w 1974 nagrodę Prix Femina.